# Universitat de York (Canadà)
|  | Aquest article tracta sobre la Universitat de York del Canadà. Per a la universitat britànica homònima vegeu Universitat de York |

La Universitat de York (en anglès York University abreujadament YU) és una universitat pública de la ciutat de Toronto, capital de l'estat d'Ontario, al Canadà, i és la universitat més gran d'aquest estat.